# Joe Satriani (album)
Joe Satriani è il sesto album studio di Joe Satriani, pubblicato nel 1995.

## Tracce
1. Cool #9 – 6:00
2. If – 4:49
3. Down, Down, Down – 6:13
4. Luminous Flesh Giants – 5:56
5. S.M.F. – 6:42
6. Look My Way – 4:01
7. Home – 3:26
8. Moroccan Sunset – 4:21
9. Killer Bee Bop – 3:49
10. Slow Down Blues – 7:23
11. (You're) My World – 3:56
12. Sittin' 'Round – 3:38

Tutti i brani sono di Joe Satriani.

## Formazione
- Joe Satriani - chitarra, dobro, harp, slide guitar, basso elettrico, lap steel, voci (Look My Way)
- Andy Fairweather Low - chitarra ritmica
- Manu Katché - batteria (tracce 1–3, 5, 7–10, 12)
- Ethan Johns - batteria (traccia 4)
- Jeff Campitelli - batteria (traccia 11)
- Nathan East - basso (tracce 1–3, 5, 7–10, 12)
- Matt Bissonette - basso (traccia 6)
- Greg Bissonette - percussioni (traccia 6)
- Eric Valentine - piano